# Locomotiva VB 17-20
Le locomotive 17–20 della Vorarlberger Bahn erano un gruppo di locomotive a vapore progettate per il traino di treni merci.

## Storia
Le locomotive furono costruite dalla Krauss di Monaco di Baviera e consegnate nel 1872.
Inizialmente portavano i numeri 7–10, modificati in 17–20 nel 1876 per evitare sovrapposizioni con le nuove locomotive 7–9 che ampliavano la serie 1–6.
Nel 1885, in seguito alla statizzazione della VB, le locomotive furono incorporate nel parco kkStB, venendo inizialmente classificate 3101–3104 (gruppo 31), e successivamente da 3591 a 3594 (gruppo 35), e infine 135.91–94.
Dopo la prima guerra mondiale 3 macchine passarono alle BBÖ austriache, senza mutare la classificazione, dove fecero servizio fino al 1929; un'unità pervenne alle FS italiane, con il numero 196.001, e venne radiata nel 1924.